# Puchar Włoch w piłce nożnej (1995/1996)
Puchar Włoch 1995/96 – 49 edycja rozgrywek piłkarskiego Pucharu Włoch.

## Półfinały
- Bologna FC - Atalanta BC 1:1 i 0:2
- AC Fiorentina - Inter Mediolan 3:1 i 1:0

## Finał
- 2 maja 1996, Florencja: AC Fiorentina - Atalanta BC 1:0
- 18 maja 1996, Bergamo: Atalanta BC - AC Fiorentina 0:2